# Personaggi di Star Trek: Enterprise
Questa è una lista dei personaggi della serie televisiva di fantascienza Star Trek: Enterprise,  apparsi anche in opere derivate dalla stessa, quali fumetti, romanzi e videogiochi.

## Personaggi principali
- Jonathan Archer, interpretato da Scott Bakula (stagioni 1-4), doppiato in italiano da Paolo Marchese.[1]
Il capitano Archer cova rancore verso i Vulcaniani che interferiscono nelle vicende terrestri e hanno impedito a suo padre di veder realizzato il sogno per cui ha lavorato tutta la vita; nonostante ciò si rivela imparziale nei giudizi ed ottiene il rispetto di alcuni popoli, ciò sarà alla base della Federazione. La sua impulsività si scontrerà spesso con la logica del primo ufficiale vulcaniano, T'Pol, e la sua passione per la scoperta unita all'integrità morale dovrà confrontarsi con le sue conseguenze dell'incontro con altre civiltà che contribuiranno alla stesura del regolamento della futura Flotta Stellare. L'attore Scott Bakula, già noto come protagonista della serie In viaggio nel tempo, pur avendo dato vita a un personaggio del tutto originale, ha affermato di essersi ispirato soprattutto a Kirk.
- T'Pol, interpretata da Jolene Blalock (stagioni 1-4), doppiata in italiano da Monica Gravina.[1]
Inizialmente mandata dall'Alto Comando per controllare i terrestri e il loro desiderio di esplorare la galassia e con un sentimento di distacco dall'equipaggio dell'Enterprise NX-01, finirà per integrarvisi e sacrificare sue possibili promozioni all'interno della società vulcaniana, pur di rimanere a bordo dell'astronave terrestre, prendendone le parti.
- Phlox, interpretato da John Billingsley (stagioni 1-4), doppiato in italiano da Franco Mannella.[1]
Medico dell'Enterprise NX-01, è un ricercatore medico denobulano che incontra il capitano Archer nelle premesse della prima missione; per tutto il tempo passato sull'Enterprise NX-01 terrà una corrispondenza con un collega umano. Il dottor Phlox è sempre ottimista e prova ammirazione per ogni cultura e forma di vita dell'universo, tanto da risultare a volte irritante, e unisce la professionalità a un'integrità morale consacrata alla cura della vita che verrà a confrontarsi con le varie situazioni incontrate.
- Trip Tucker, interpretato da Connor Trinneer (stagioni 1-4), doppiato in italiano da Francesco Prando.[1]
Ingegnere capo e amico del capitano fin dall'accademia, è un genio dell'ingegneria spaziale, la sua impulsività lo porterà spesso a rischiare le relazioni con altre civiltà incontrate ed a scontrarsi con la logica vulcaniana di T'Pol, con cui avrà una relazione sentimentale. L'impulsività è bilanciata da un alto senso di responsabilità e lealtà verso il capitano, ma ciò non lo sottrae a dubbi e problemi etici
- Malcolm Reed, interpretato da Dominic Keating (stagioni 1-4), doppiato in italiano da Gianni Bersanetti.[1]
Capo della sicurezza e dei sistemi tattici caratterizzato dallo stile di vita militare e (nell'originale) da una pronuncia britannica.
- Hoshi Sato, interpretata da Linda Park (stagioni 1-4), doppiata in italiano da Paola Majano.[1]
Ufficiale alle comunicazioni e linguista prodigio, è inizialmente terrorizzata dallo spazio e alle prese con difficoltà inter-linguistiche mai affrontate prima.
- Travis Mayweather, interpretato da Anthony Montgomery (stagioni 1-4), doppiato in italiano da Alessio Cigliano.[1]
Guardiamarina, timoniere dell'Enterprise NX-01, è l'unico nato nello spazio, a bordo di un'astronave commerciale, il cargo Horizon dove ha lasciato la famiglia.
- Thy'Lek Shran (stagioni 1-4), interpretato da Jeffrey Combs, doppiato in italiano da Massimo Lodolo.[1]
Comandante della guardia imperiale andoriana, diverrà amico del capitano Archer e lo aiuterà in diverse occasioni.

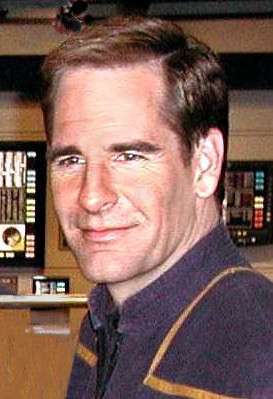
Scott Bakula interpreta Jonathan Archer
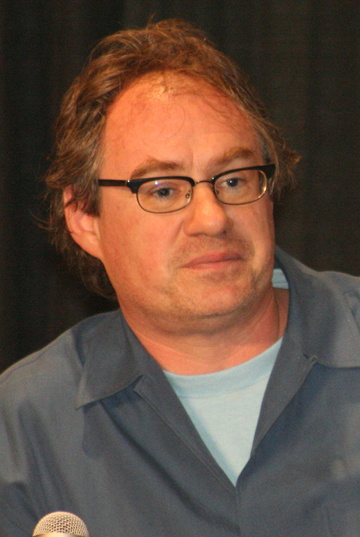
John Billingsley interpreta Phlox
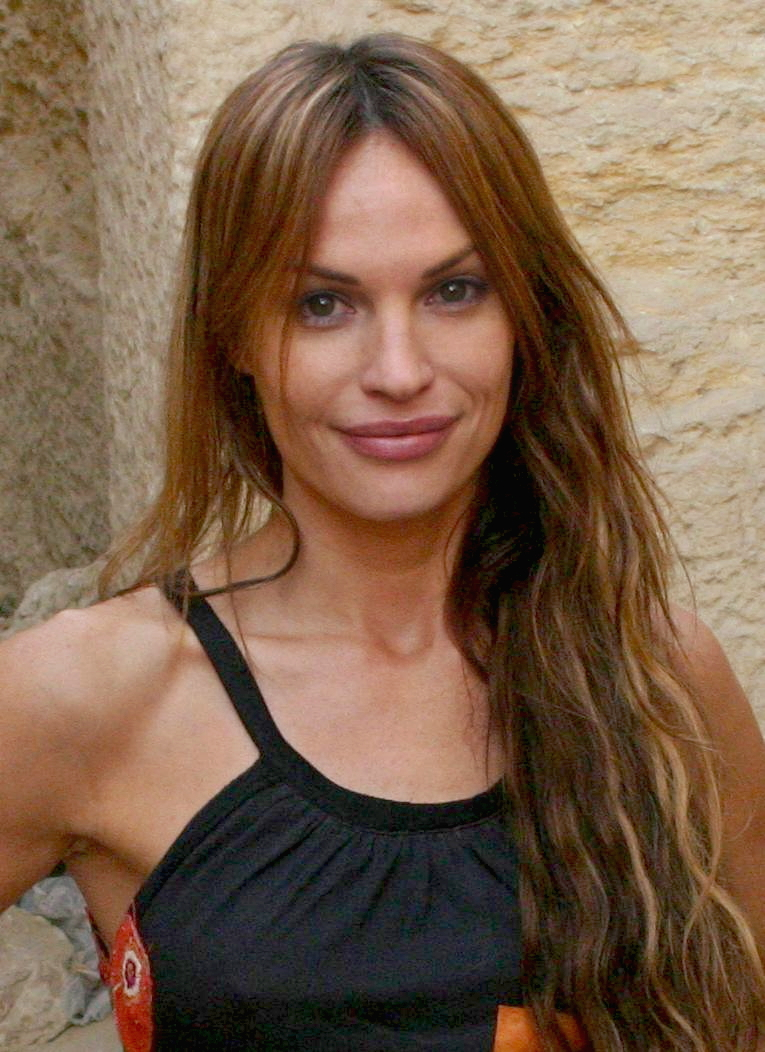
Jolene Blalock interpreta T'Pol
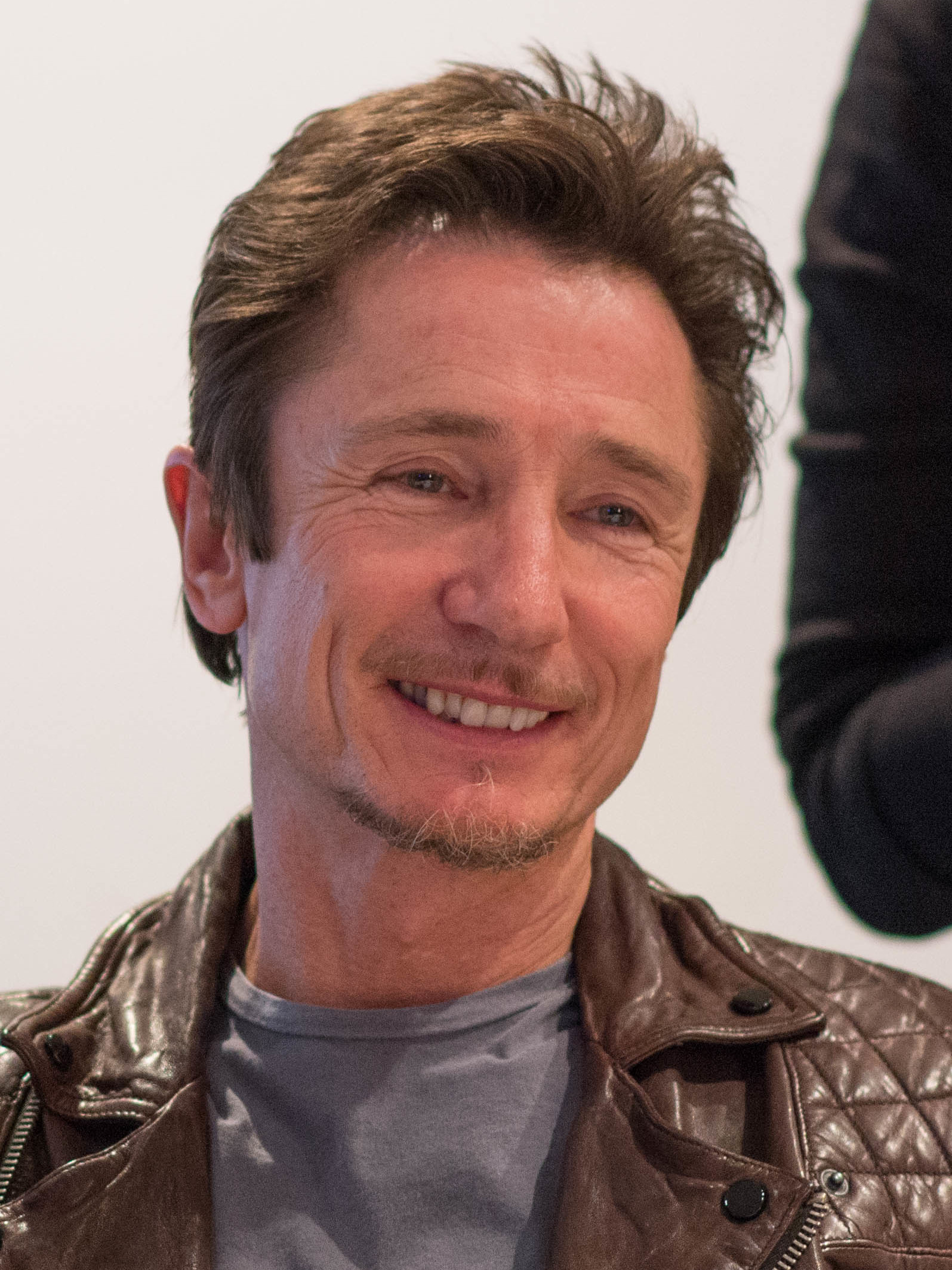
Dominic Keating interpreta Malcolm Reed
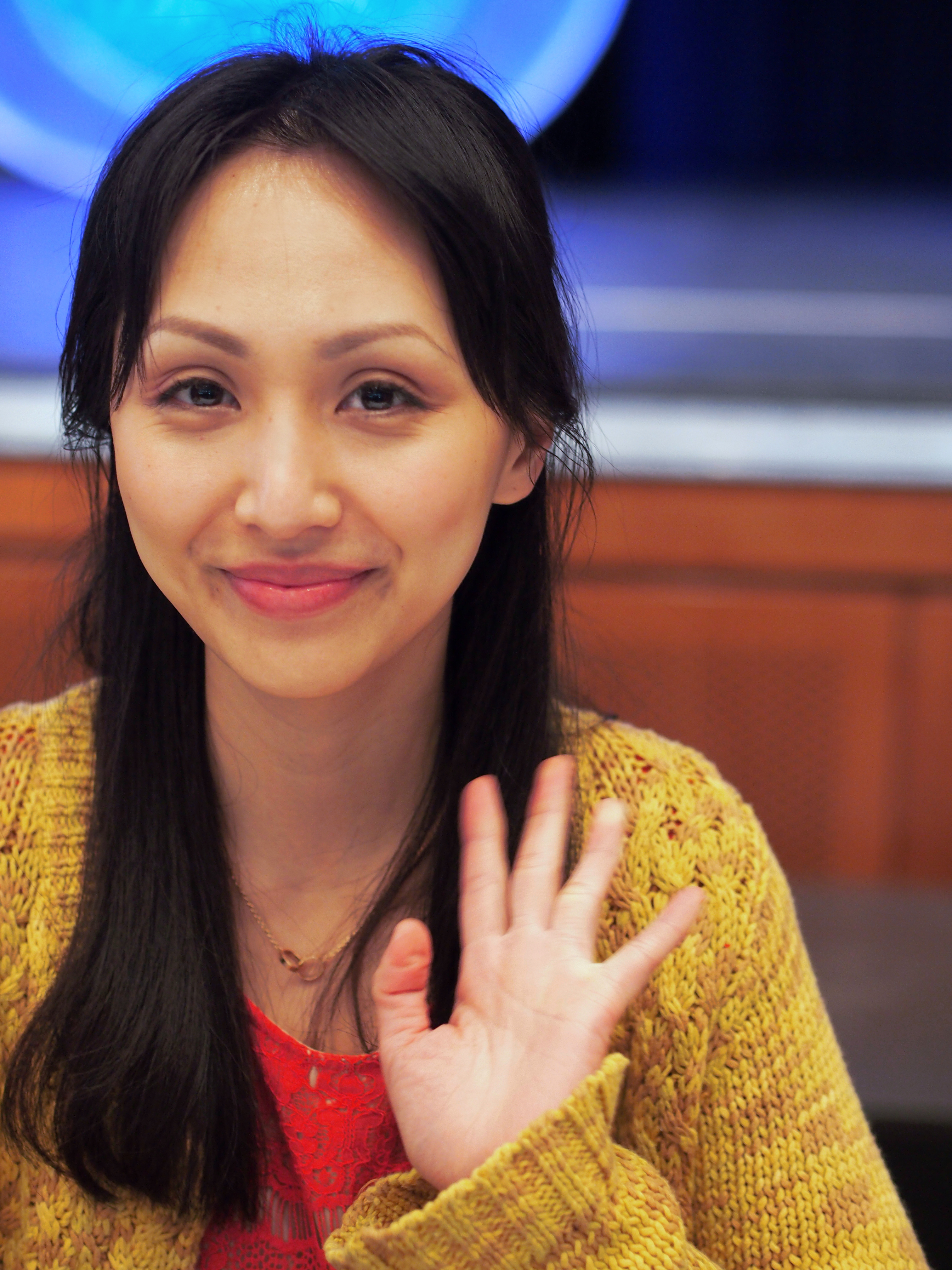
Linda Park interpreta Hoshi Sato
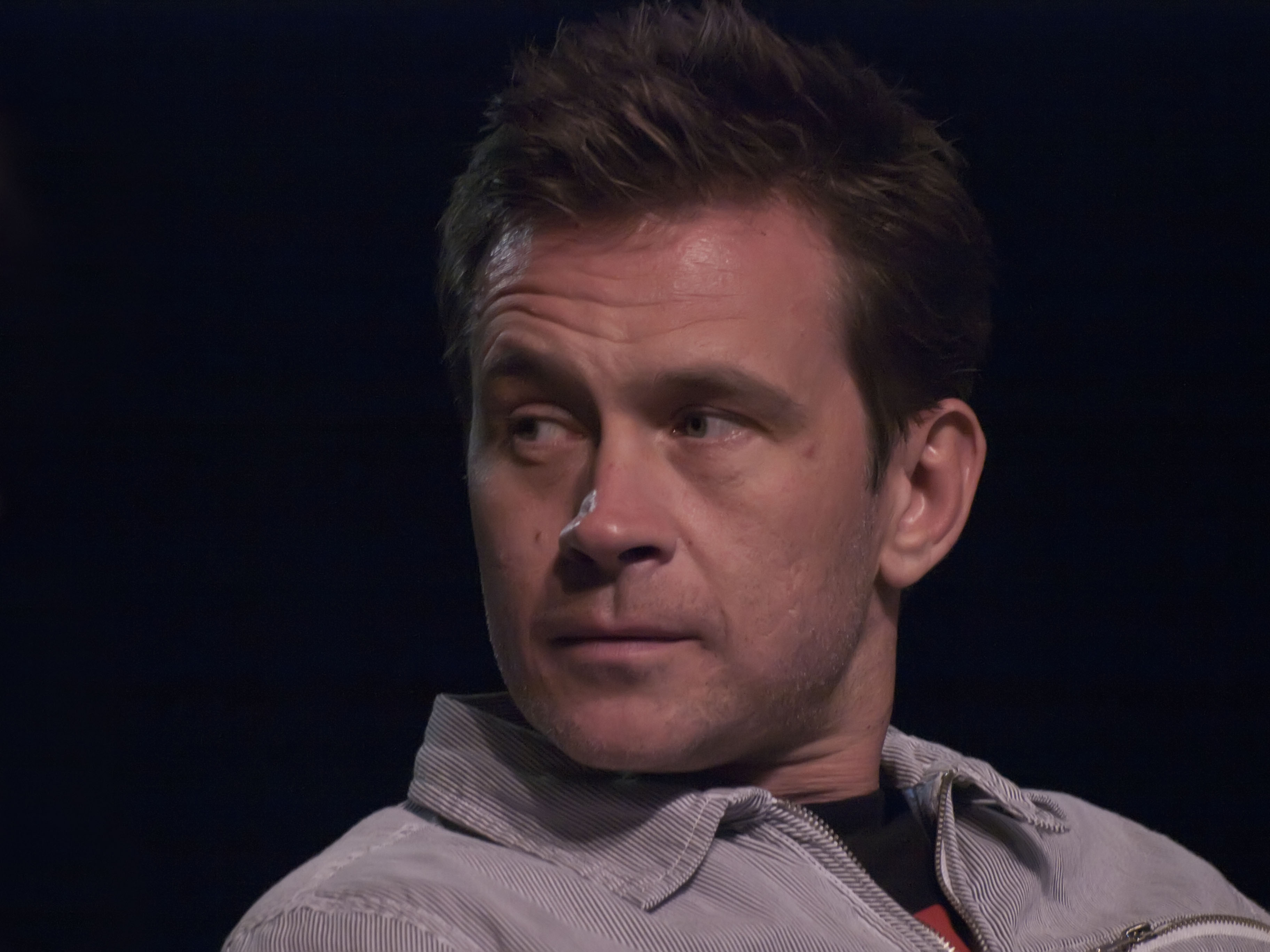
Connor Trinneer interpreta Trip Tucker
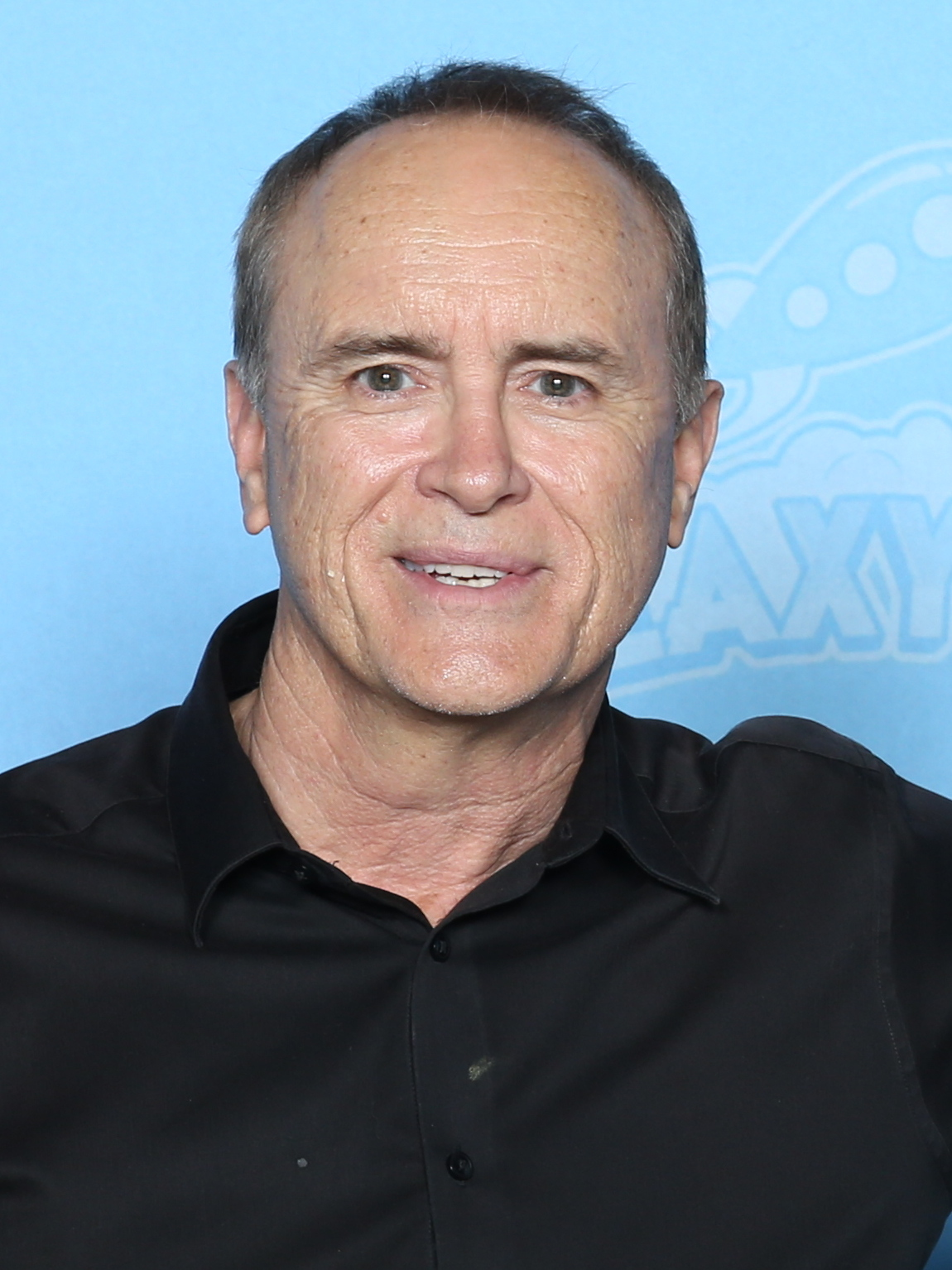
Jeffrey Combs, interprete di Shran

## Personaggi secondari
- D'Nesh (stagione 4), interpretata da Crystal Allen, doppiata in italiano da Patrizia Burul.[1]
Schiava di Orione che, assieme alle sorelle Maras e Navaar, cerca di impadronirsi dell'Enrtprise NX-01 annebbiando la coscienza dell'equipaggio grazie ai suoi feromoni.[N 1]
- D'Vela (stagione 4).
Nell'universo dello specchio è un'Orioniana sottomessa all'Impero Terrestre che lavora a bordo dell'ISS Enterprise.
- Daniels (stagioni 1-4), interpretato da Matt Winston.
È un agente temporale del XXXI secolo, di aspetto umano. Imbarcatosi in incognito sull'Enterprise NX-01 come semplice membro dell'equipaggio, si rivela al capitano Archer quando vede la possibilità di catturare Silik a bordo della nave; durante lo scontro Daniels rimane apparentemente ucciso[2]. Dopo la distruzione di una colonia pangarana, apparentemente causato dall'Enterprise NX-01, contatta di nuovo il capitano Archer per aiutarlo a provare la sua innocenza, trasportandolo nel futuro per sottrarlo ai Sulibani, causando una modifica della linea temporale, che è possibile riparare rispedendo Archer nel passato con mezzi di fortuna[3]. In seguito, durante la missione dell'Enterprise NX-01 nella Distesa Delfica, avverte Archer della presenza di due Xindi nella Terra dell'inizio del XXI secolo, inviandolo lì insieme a T'Pol[4]; prima della missione di Archer per distruggere la superarma Xindi, che avrebbe potuto ucciderlo, gli chiede (trasportando nel XXVI secolo) di farsi sostituire, perché la sua morte avrebbe alterato profondamente la storia[5]. Prima di un'altra missione quasi sicuramente mortale, cerca di dissuadere il capitano Archer dal parteciparvi mostrandogli la cerimonia di fondazione della Federazione dei Pianeti Uniti, in cui lui avrebbe avuto un ruolo importante.[6]
L'agente Daniels riappare, sotto la falsa identità di Kovich, a partire dalla terza stagione della serie dell'universo espanso Star Trek: Discovery, ambientate nel XXXII secolo, dove viene interpretato dal regista David Cronenberg.[7][8]
- Degra (stagione 3), interpretato da Randy Oglesby, doppiato in italiano da Dario Penne.[1]
È uno Xindi primate, ideatore dell'arma che avrebbe dovuto distruggere la Terra, e membro del consiglio degli Xindi. Aveva una moglie e due figli. Dopo un test in parte fallito, fu catturato dall'Enterprise NX-01 insieme ai suoi assistenti; i terrestri elaborarono uno stratagemma per fargli rivelare informazioni segrete, cancellandogli la memoria e convincendolo di essere in fuga da una prigione degli Xindi insettoidi insieme al capitano Archer, nel frattempo diventato suo amico; il trucco riuscì, e Degra rivelò la posizione dell'arma[9]. Dopo la cattura di Archer da parte degli Xindi, questi riuscì a convincerlo che i costruttori di sfere stavano manipolando gli Xindi contro gli umani: Degra lo aiutò ad esporre le sue ragioni al consiglio, distruggendo anche una nave degli Xindi rettili per proteggere l'Enterpise[10]; dopo la seduta del consiglio fu ucciso a tradimento da Dolim, il consigliere rettile[11].
- Dolim (stagione 3), interpretato da Scott MacDonald, doppiato in italiano da Franco Zucca.[1]
È uno Xindi rettile, membro del consiglio degli Xindi. Ansioso di distruggere i terrestri, chiese più volte di poter distruggere l'Enterprise NX-01 dopo il suo ingresso nella Distesa Delfica; cercò inoltre, all'insaputa del consiglio, di creare un'arma biologica nel caso l'arma che Degra stava preparando avesse avuto uno sviluppo troppo lento. Molto religioso verso i costruttori di sfere, quando il consiglio sembrò sul punto di accordare fiducia ad Archer, uccise Degra e sotto loro suggerimento rubò l'arma, lanciandola verso la Terra senza il consenso delle altre specie. Fu ucciso da Archer mentre l'arma era sul punto di raggiungere la Terra.
- Elizabeth Cutler (stagione 1), interpretata da Kellie Waymire.
È un membro dell'equipaggio e un'entomologa che è stata assegnata alla divisione scientifica dell'Enterprise NX-01 all'inizio degli anni cinquanta del XXII secolo.
- Emory Erickson (stagione 4), interpretato da Bill Cobbs.
Erickson è uno scienziato, inventore di una delle tecnologie più significative dell'universo di Star Trek: il teletrasporto molecolare. È un ottimo amico di Henry Archer, padre del comandante Jonathan Archer, al punto che, quando nel 2124 Henry muore della malattia di Clarke, il rapporto tra Emory Erickson e Jonathan si rafforza come se lo scienziato fosse diventato un secondo padre.[12] Nel 2139, la sua sete di maggiori successi lo porta a sperimentare, ancora immaturo, un dispositivo di teletrasporto sub-quantico. Durante i collaudi, alcune persone che si erano offerte per le prove spariscono nel nulla e tra questi il figlio di Emory, Quinn, amico di Jonathan Archer. Lo stesso Erickson, nell'incidente, rimane paralizzato e costretto su una sedia a rotelle e tormentato per anni dai sensi di colpa per la scomparsa del figlio. Ipotizza tuttavia che il figlio non sia morto nel teletrasporto, ma che sia rimasto intrappolato nel subspazio, in attesa di essere rimaterializzato. Investe così tutto il proprio tempo nella speranza di trovare un modo per riportarlo indietro. Dieci anni dopo, nel 2149, il tentativo di riportare indietro Quinn si rivela un nuovo disastro: Quinn ritorna solo come una forma mortale di energia e per pochi secondi. Nel 2154 Erickson sale a bordo dell'Enterprise NX-01 per sperimentare un nuovo metodo di teletrasporto, di presumibile portata illimitata: in realtà è solamente un ulteriore tentativo per salvare il figlio, la cui matrice Erickson sa essere intrappolata all'interno di una bolla di subspazio, il Barren, e lo si vuole fare prima che lo schema sia completamente degradato. Erickson riesce a recuperare suo figlio, ma il giovane muore pochi secondi dopo. La morte del figlio rappresenta per Erickson un destino migliore che rimanere "da qualche parte" tra la vita e la morte.[13]
- Hayes, interpretato da Steven Culp.
È un umano. Membro del corpo dei MACO (le truppe d'assalto), ha il grado di maggiore quando viene assegnato all'Enterprise NX-01 come comandante del gruppo di MACO nella missione nella Distesa Delfica. In essa contestò l'autorità dell'ufficiale della sicurezza Malcolm Reed sostenendo che i suoi uomini erano più preparati per le missioni fuori dalla nave; durante l'addestramento degli ufficiali alla difesa personale (eseguito dai MACO) i due vennero anche alle mani[14]. Mentre il capitano Archer era sotto l'effetto di una tossina Xindi insettoide che lo portava ad anteporre alcune larve alla sua stessa nave, Hayes, all'oscuro di ciò, fu posto al comando della nave quando gli altri ufficiali tentarono di ribellarsi al capitano; Hayes perse poi il controllo del ponte a causa dell'intervento di T'Pol e degli altri ufficiali[15]. Durante la missione per recuperare Hoshi Sato dalla prigionia degli Xindi rettili, Hayes fu ferito mortalmente[16].
- Henry Archer (stagione 1), interpretato da Mark Moses.
È l'inventore del motore a curvatura 5, cioè il primo in grado di raggiungere velocità di curvatura 5, e progettista della nave stellare Enterprise NX-01, la prima a esplorare la galassia. È il padre del capitano Jonathan Archer e un buon amico di Emory Erickson, inventore del teletrasporto.[13][17] Henry ha lavorato a stretto contatto con Zefram Cochrane allo sviluppo del motore a curvatura 5 nel Warp Five Complex a Bozeman, nel Montana, come parte del programma NX.[17]
Prima della scomparsa di Cochrane, avvenuta nel 2119,[18] Henry presenta il figlio Jonathan a Cochrane e ad altri scienziati che lavorano presso l'impianto di Bozeman, senza che Jonathan capisca, allora, il significato del lavoro del padre.[19] Nel 2121 Jonathan accusa i Vulcaniani di essere un freno al progresso dell'umanità nello spazio ed Henry lo rimprovera per questo pur essendo in cuor suo d'accordo con il figlio. A causa di un avanzato stato della malattia di Clarke, Henry Archer trascorre gli ultimi due anni della vita tra atroci dolori e frequenti crisi di allucinazioni, rivolgendosi a persone inesistenti e spesso senza neppure riconoscere il figlio o la moglie.
Muore nel 2124, prima che venga costruito il suo motore a curvatura 5, dal momento che i Vulcaniani ritardano il programma di sviluppo del motore; la vicenda farà provare rancore al figlio Jonathan nei confronti dei Vulcaniani[12][17].
- Laneth (stagione 4), interpretata da Kristin Bauer van Straten.
Ufficiale klingon geneticamente modificata.
- Lorian (stagione 3), interpretato da David Andrews.
Lorian è figlio di Trip Tucker e di T'Pol. Nella linea del tempo alternativa a cui appartiene, Lorian diviene capitano dell'Enterprise NX-01 110 anni dopo Jonathan Archer.[20]
- Maras (stagione 4), interpretata da Menina Fortunato.
Schiava di Orione che, assieme alle sorelle D'Nesh e Navaar, cerca di impadronirsi dell'Enrtprise NX-01 annebbiando la coscienza dell'equipaggio grazie ai suoi feromoni.
- Maxwell Forrest (stagioni 1-4), interpretato da Vaughn Armstrong, doppiato in italiano da Saverio Moriones (st. 1) e da Michele Kalamera (st. 1-4).[1]
È un umano. Dopo aver supervisionato lo sviluppo dei primi prototipi della Classe NX[21], divenne ammiraglio. Decise la partenza dell'Enterprise NX-01 nonostante il parere dell'ambasciatore vulcaniano Soval, resistendo anche alle sue pressioni quando questi gli chiedeva di richiamare la nave; autorizzò anche la missione nella Distesa Delfica. Forrest fu ucciso nel 2154, nell'attentato contro l'ambasciata terrestre su Vulcano[22].
- Navaar (quarta stagione), interpretata da Cyia Batten, doppiata in italiano da Alessandra Korompay.[1]
Schiava di Orione che, assieme alle sorelle D'Nesh e Maras, cerca di impadronirsi dell'Enterprise NX-01 annebbiando la coscienza dell'equipaggio grazie ai suoi feromoni[N 2]
- Silik, interpretato da John Fleck.
È un sulibano, uno dei membri più importanti della Cabala. Era al servizio di un umanoide del XXVIII secolo (nell'ambito della Guerra fredda temporale), che in cambio della sua fedeltà lo ricompensò con vari miglioramenti genetici, tra cui la capacità di cambiare forma, colore della pelle e il potenziamento dei sensi. Tra le missioni affidate a Silik vi furono l'uccisione del klingon Klaang,[17] rubare un database del XXXI secolo[2], distruggere una colonia pangarana facendo ricadere la colpa sull'Enterprise NX-01 e, successivamente, catturarla per rapire il capitano Archer[3]. Durante la distruzione dell'arma Xindi, Silik si infiltrò sull'Enterprise NX-01, venendo trasportato nel 1944 di una linea temporale alterata insieme ad essa, per ottenere la tecnologia di viaggio temporale di Vosk. Scoperto dall'equipaggio, aiutò il capitano Archer a salvare il comandante Tucker, ma nella missione fu ucciso da un soldato nazista[23][24].
- Soval, interpretato da Gary Graham.
È un Vulcaniano. Dopo aver negoziato un accordo di pace con gli Andoriani, fu inviato (prima del 2124)[N 3] come ambasciatore sulla Terra. In questo ruolo consigliò sempre prudenza ai terrestri nelle loro ambizioni di esplorazione galattica: quando il klingon Klaang precipitò sulla Terra, fu contrario alla spedizione dell'Enterprise NX-01 per riportarlo su Qo'noS, offrendo però l'uso di un database vulcaniano in cambio della presenza a bordo di T'Pol come ufficiale scientifico[17]. In seguito tentò di bloccare la missione dell'Enterprise NX-01 dopo la distruzione di una colonia pangarana[3] e, dopo l'attacco Xindi alla Terra, espresse le sue perplessità sulle informazioni ricevute da Jonathan Archer dai Sulibani e sulla missione nella Distesa Delfica[26]. Quasi ucciso nell'esplosione dell'ambasciata terrestre su Vulcano (fu salvato solo dall'intervento di Maxwell Forrest), aiutò in seguito il capitano Archer nella scoperta dei veri autori dell'attentato, effettuando anche una fusione mentale (pratica giudicata non sana e, tra l'altro, operata forse per la prima volta su un terrestre) per scoprire chi fossero. Scoperto che l'attentato era una copertura per un attacco contro Andoria, rivelò a Charles Tucker, al momento comandante dell'Enterprise NX-01, il piano di attacco, convincendolo ad avvertire gli andoriani per evitare la guerra.[25] In seguito fu di nuovo ambasciatore sulla Terra e alla conferenza per la fondazione per la Coalizione dei Pianeti, un'alleanza interstellare.
- Talas, interpretata da Molly Brink, doppiata da Clauda Catani.[1]
- Tarah, interpretata da Suzie Plakson, doppiata da Anna Cesareni.[1]
- Vosk, interpretato da Jack Gwaltney.
È il capo dei Na'kuhl, una fazione impegnata nella Guerra fredda temporale. Originario del XXIX secolo, si oppone agli accordi temporali, rivendicando il diritto di usare i viaggi nel tempo per ottenere benefici per la sua razza. Vosk sviluppa una tecnica di viaggio nel tempo, permettendo ai Na'kuhl di andare sulla Terra nel 1944 in una linea temporale alterata da incursioni di varie fazioni della Guerra fredda temporale, in cui i nazisti avevano conquistato la parte orientale degli Stati Uniti. Vosk si allea con i nazisti, promettendo tecnologie avanzate in cambio di materiali con cui realizzare un condotto temporale per ritornare nel futuro ed attaccare la fazione di Daniels. Per restaurare la linea temporale, Daniels trasporta nel 1944 il capitano Archer e l'Enterprise NX-01 per fermare Vosk. Il tentativo ha successo e l'astrovane di Archer distrugge il condotto temporale nel momento in cui Vosk vi entra. Vosk rimane ucciso e la linea temporale viene ripristinata, ponendo fine alla Guerra fredda temporale[23].

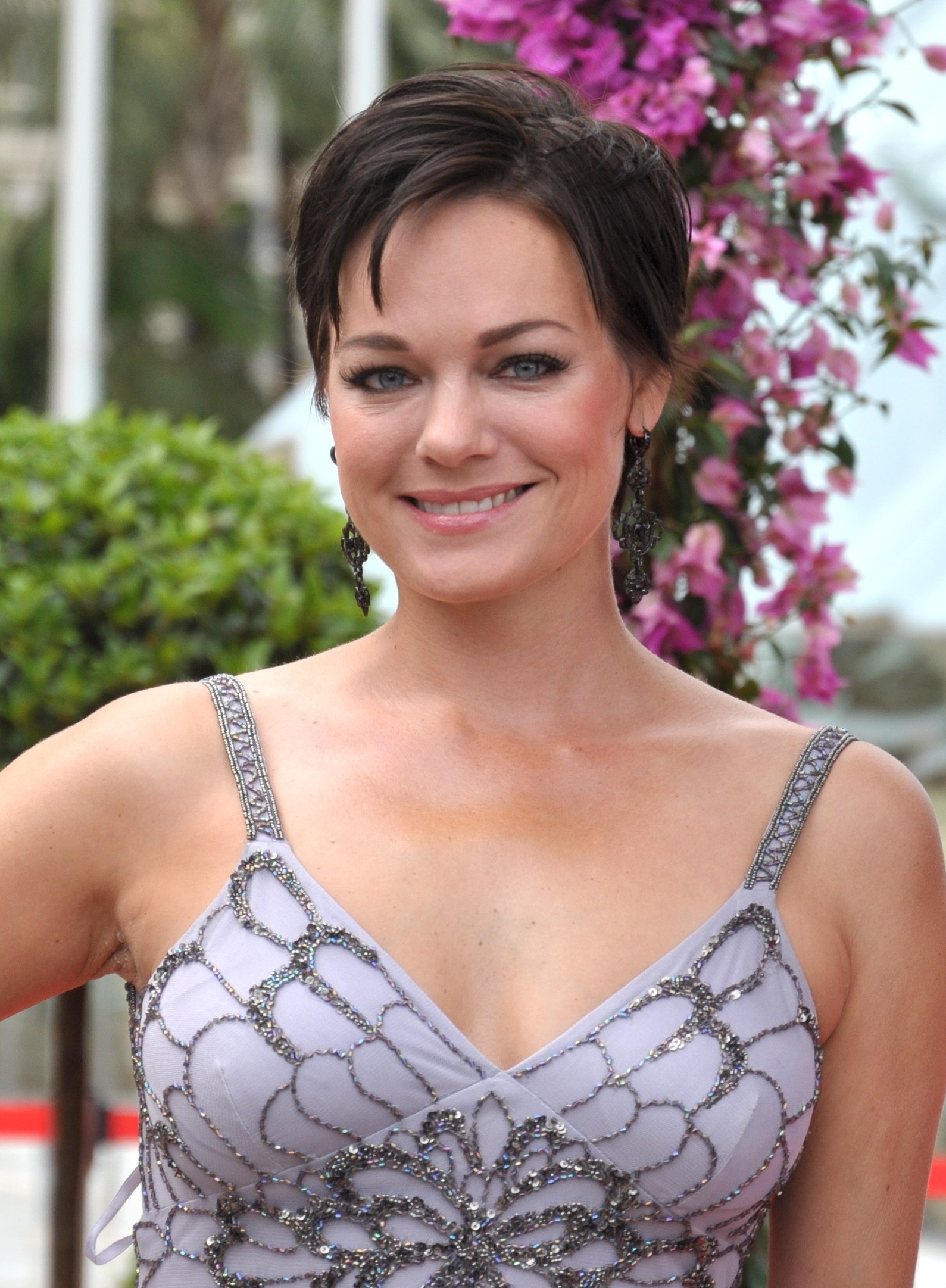
Crystal Allen, interprete di D'Nesh
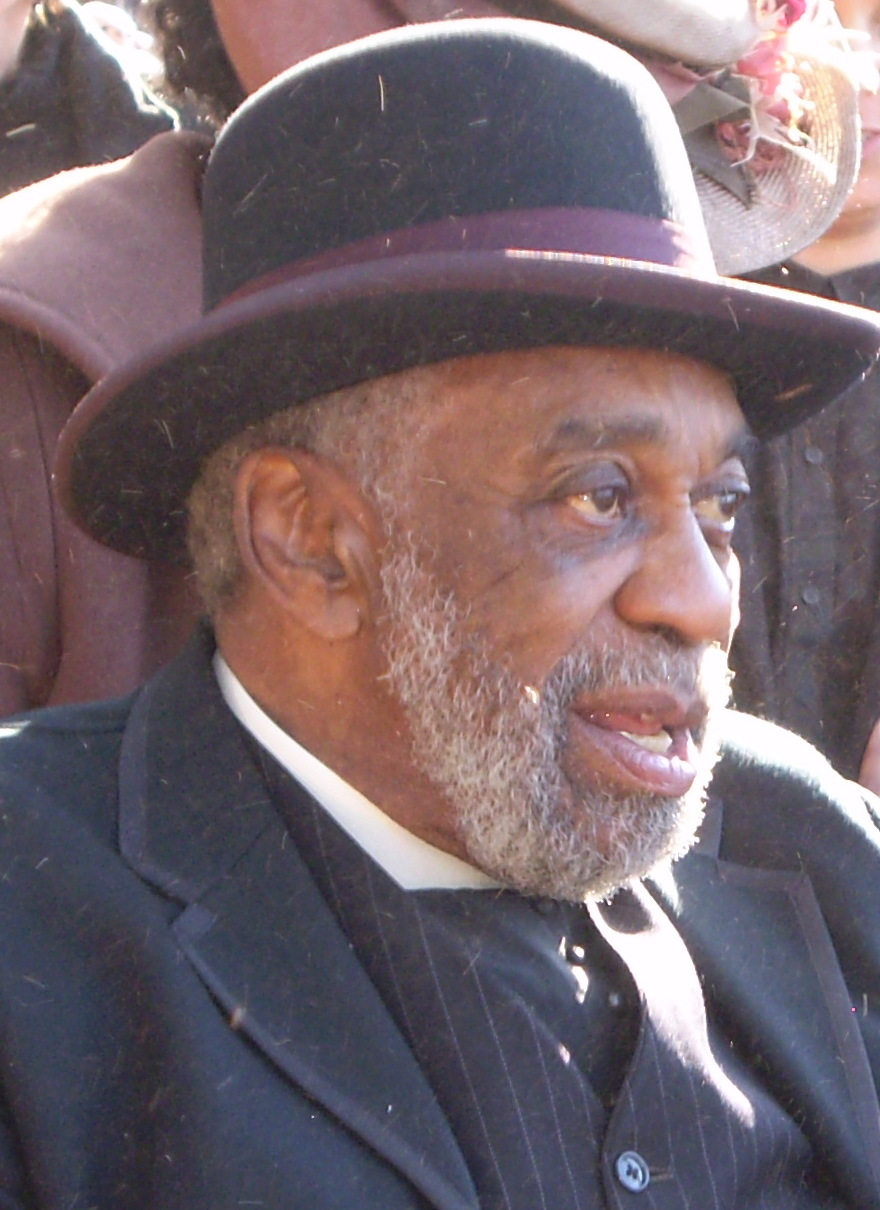
Bill Cobbs, interprete di Emory Dickinson
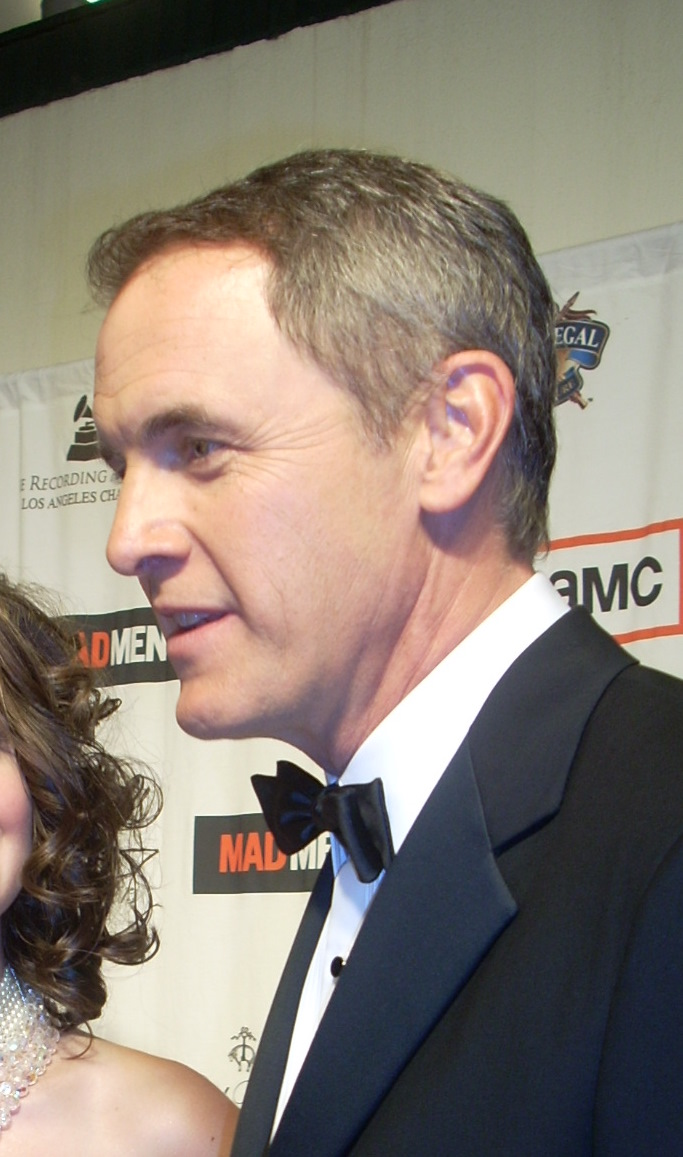
Mark Moses, interprete di Henry Archer
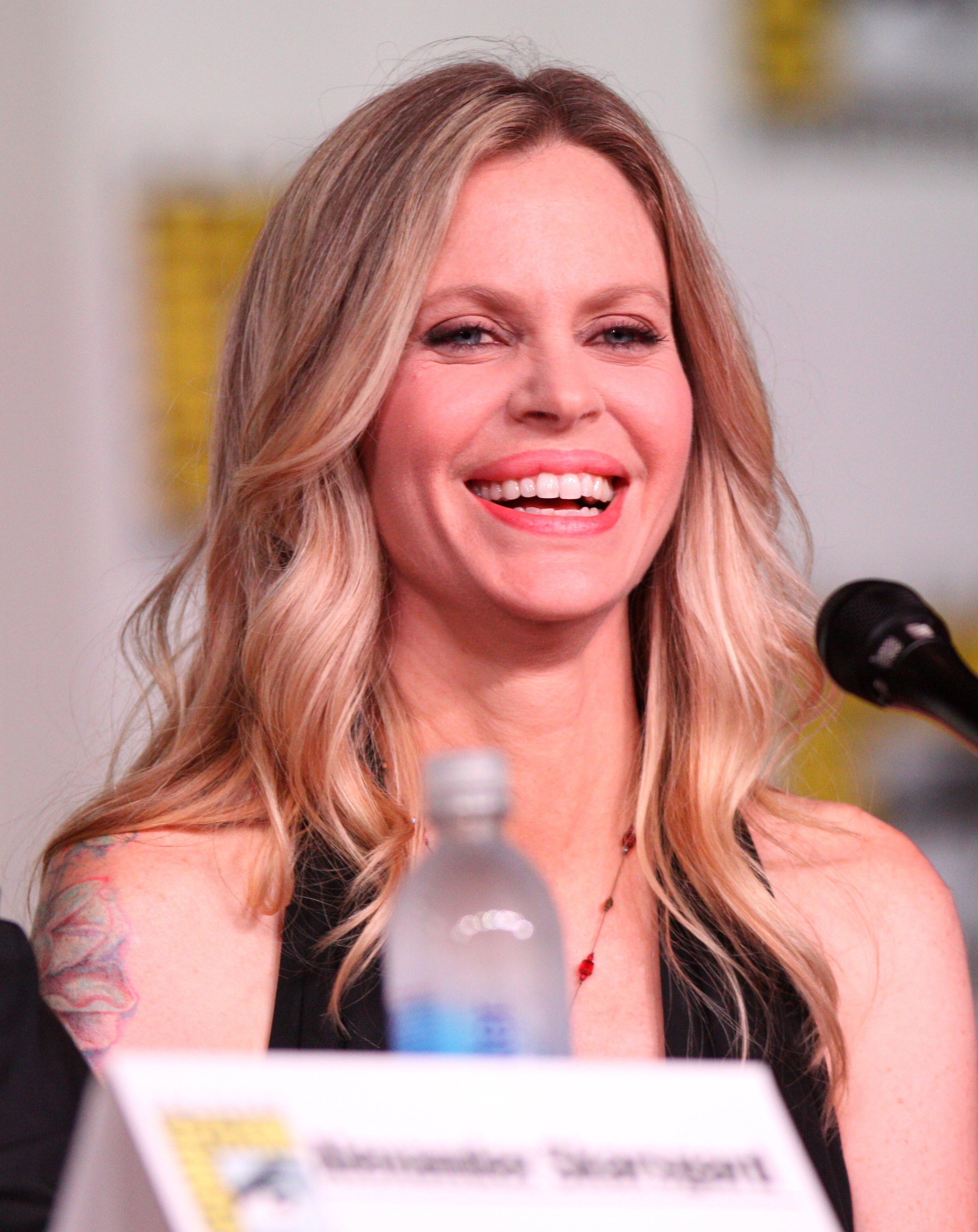
Kristin Bauer van Straten, interprete di Laneth
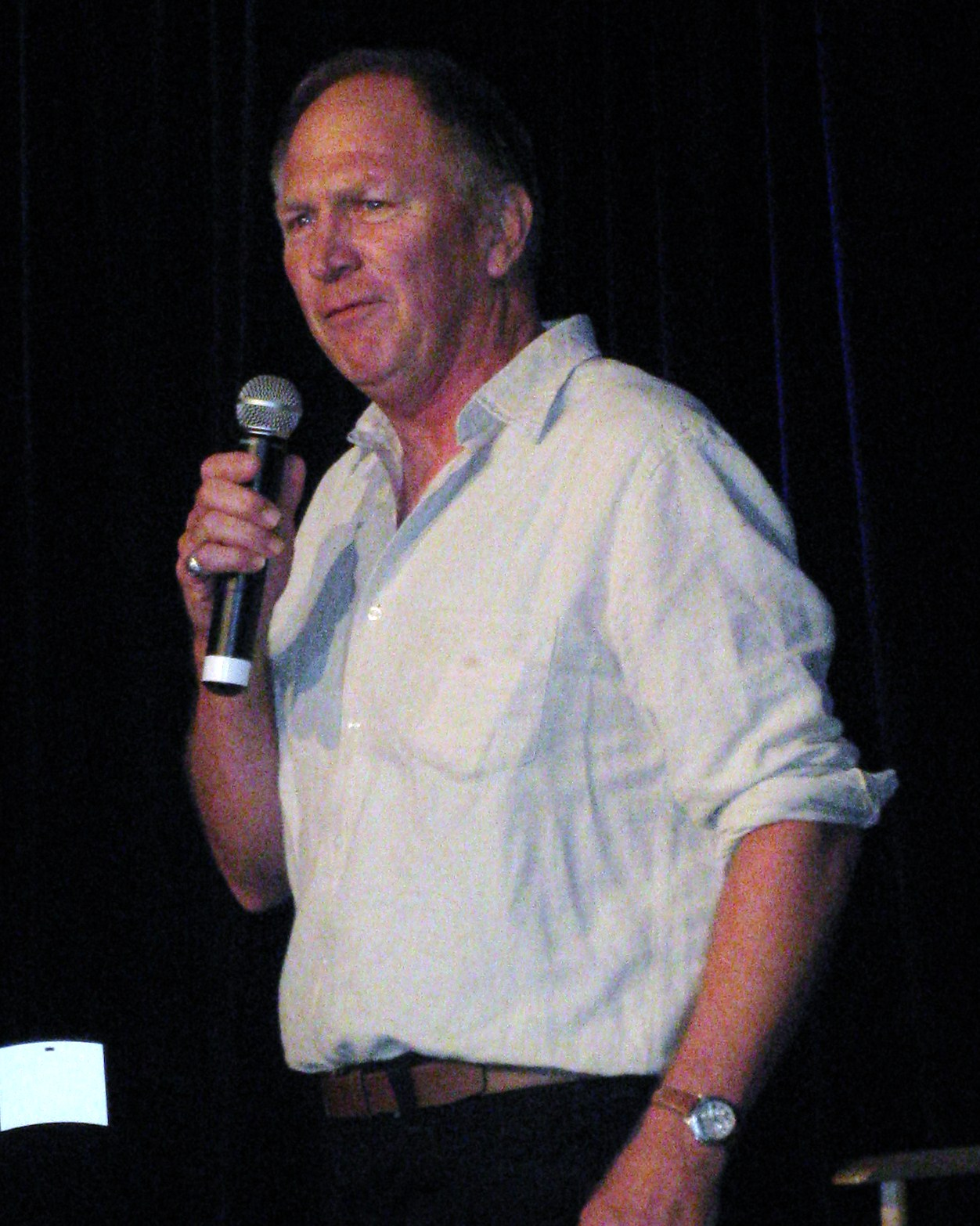
Vaughn Armstrong, interprete di Maxwell Forrest
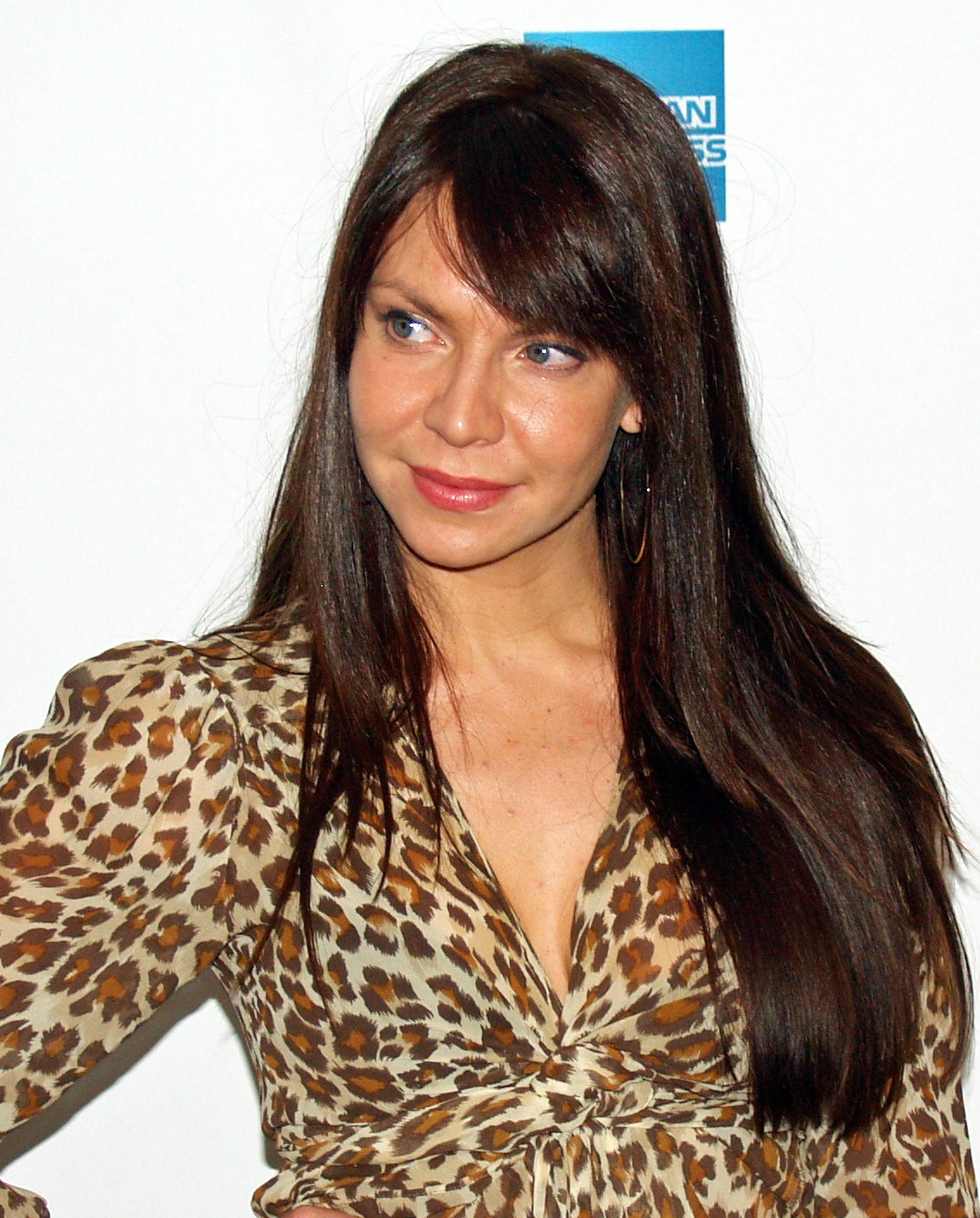
Cyia Batten, interprete di Navaar
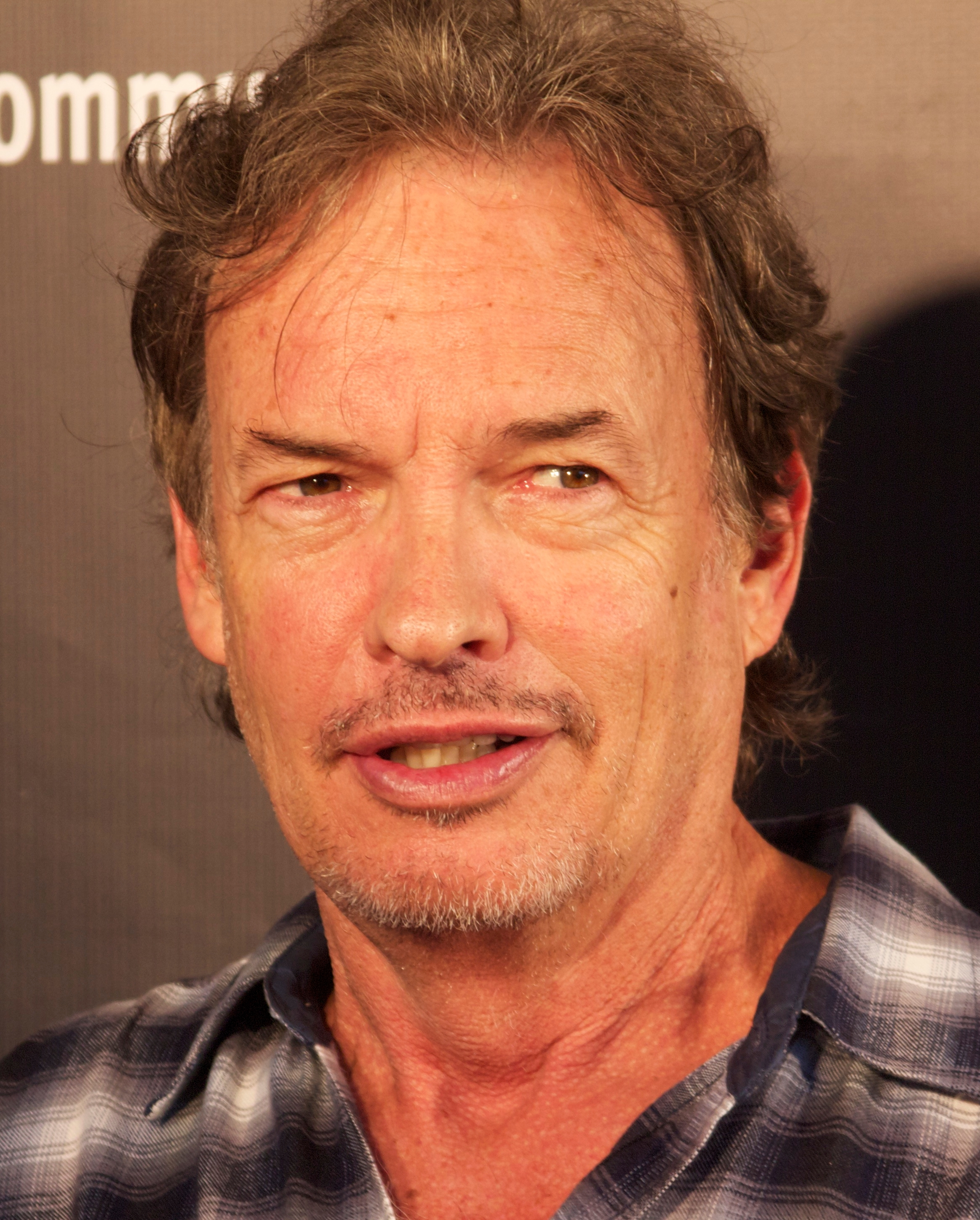
Gary Graham, interprete di Soval
Suzie Plakson, interprete di Tarah

## Guest star
- Arik Soong (stagione 4), interpretato da Brent Spiner, doppiato in italiano da Marco Mete.
Compare nella storia suddivisa in tre episodi: Terra di confine, Stazione 12 e I potenziati.
Il ricercatore cibernetico e genetista dottor Arik Soong è un brillante scienziato del XXII secolo, bisnonno del dottor Noonien Soong, il "padre" di Data. Crede che l'abbandono da parte dell'umanità dell'ingegneria genetica dopo le guerre eugenetiche sia stato un errore e spera di poter dimostrare che esseri umani modificati geneticamente non necessariamente si trasformeranno in tiranni come Khan Noonien Singh. È convinto che il vero problema, infatti, non sia la tecnologia in sé, bensì l'incapacità umana di interagire saggiamente con tale tecnologia. Con queste motivazioni prima tenta di stabilire un nuovo ordine umano allevando e addestrando un gruppo di potenziati,[27] e poi si rende conto che per migliorare la razza umana è necessaria la creazione di una nuova forma di vita cibernetica.[28]
Dirigente medico anziano sulla Cold Station 12 dall’anno 2130, qualche anno più tardi (nel 2134), Soong sottrae senza autorizzazione un numeroso gruppo di embrioni potenziati, crescendone 19 come padre adottivo su un pianeta nel sistema di Trialas per circa 10 anni. In seguito venne catturato dalla Flotta Stellare, abbandonando i 19 potenziati al loro destino, e i restanti embrioni geneticamente modificati vennero requisiti per studi scientifici dagli esseri umani.
Dopo circa 10 anni di detenzione viene contattato dall'Enterprise NX-01 e liberato per una collaborazione, poiché i suoi figli Potenziati fuggitivi, si sono impossessati di un veicolo spaziale Sparviero Klingon. Dopo essersi finto collaborativo, invece si riunisce ai suoi figli, tentando di trafugare e vivificare le numerose migliaia di embrioni potenziati conservate nella Stazione Scientifica; scontrandosi con Archer e il suo equipaggio, si rende conto che i suoi Potenziati sono privi di empatia verso il genere umano e sono incontrollabili (addirittura pensano di eliminarlo) quindi fugge dai Potenziati e aiuta l'Enterprise NX-01 a fermarli.
Nel 2154 durante la sua detenzione, dopo essere stato arrestato dal capitano Jonathan Archer il dottor Arik Soong, ispirandosi ai Potenziati, inizia la progettazione di una forma di vita cibernetica, completata, gettando le basi per la creazione di Data da parte del suo pronipote Noonien Soong.
- Deanna Troi (stagione 4), interpretata da Marina Sirtis, doppiata in italiano da Anna Rita Pasanisi.
- Ezral, interpretato da René Auberjonois.
Ingegnere capo Kantareano a bordo di un'astronave che è precipitata su un pianeta nel 2129. L'attore è noto, tra le altre cose, per aver interpretato il connestabile Odo, nella precedente serie televisiva del franchise di Star Trek, Star Trek: Deep Space Nine.
- Grat, interpretato da Dean Stockwell.
Grat è un colonnello Tandarano che compare nell'episodio Prigionieri (Detained, 2002).[29] L'attore è celebre per essere stato coprotagonista assieme a Scott Bacula, in questa serie nella parte del capitano Archer, della serie televisiva di fantascienza In viaggio nel tempo (Quantum Leap, 1989-1993).[29]
- William T. Riker (stagione 4), interpretato da Jonathan Frakes e doppiato in italiano da Sergio Di Stefano.

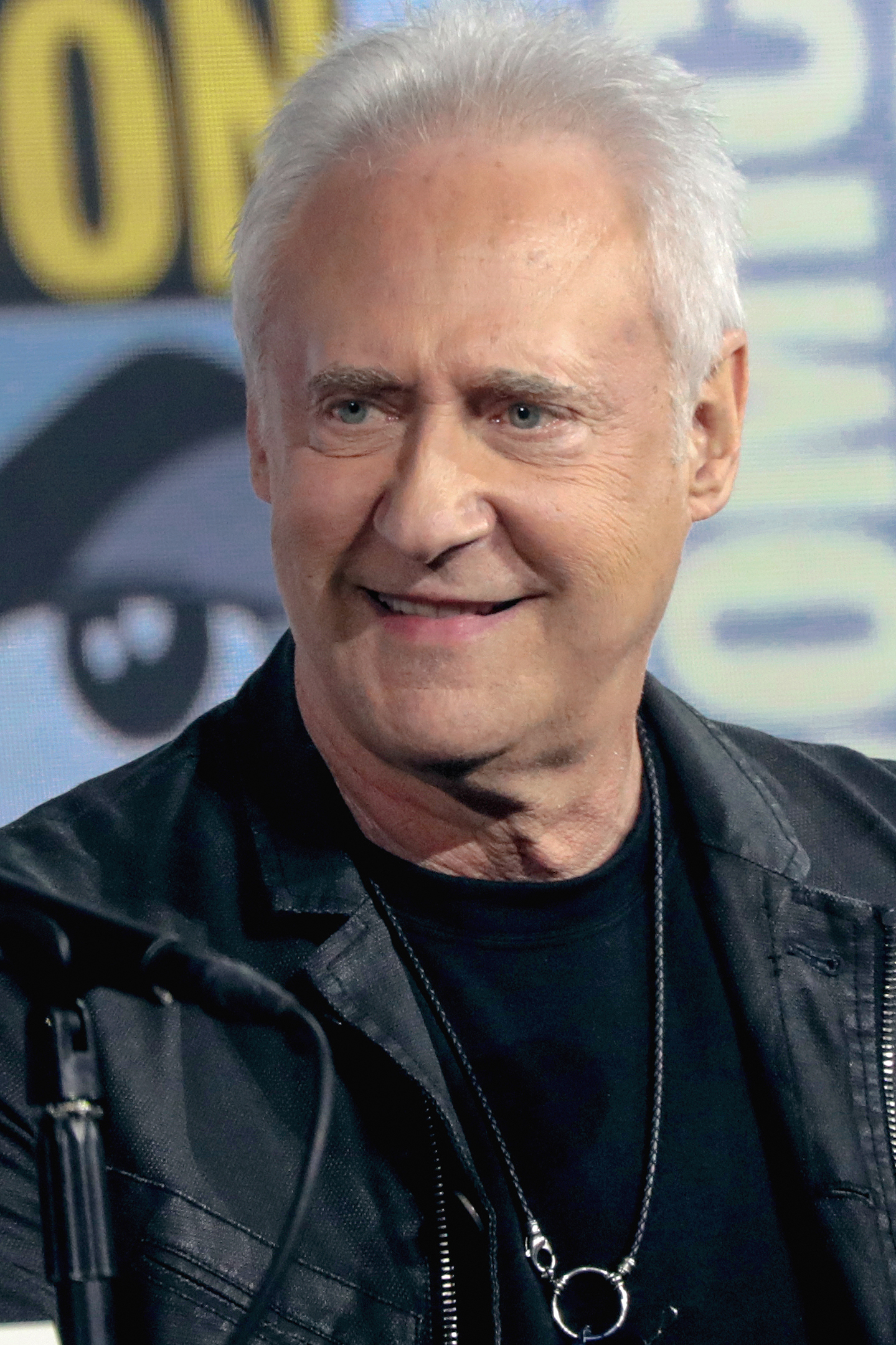
Brent Spiner, interprete di Arik Soong
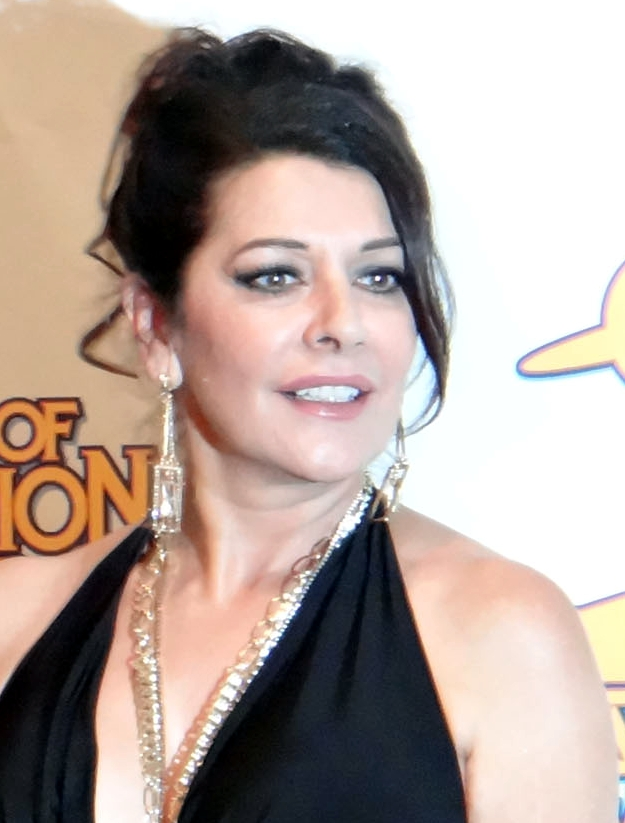
Marina Sirtis, interprete di Deanna Troi
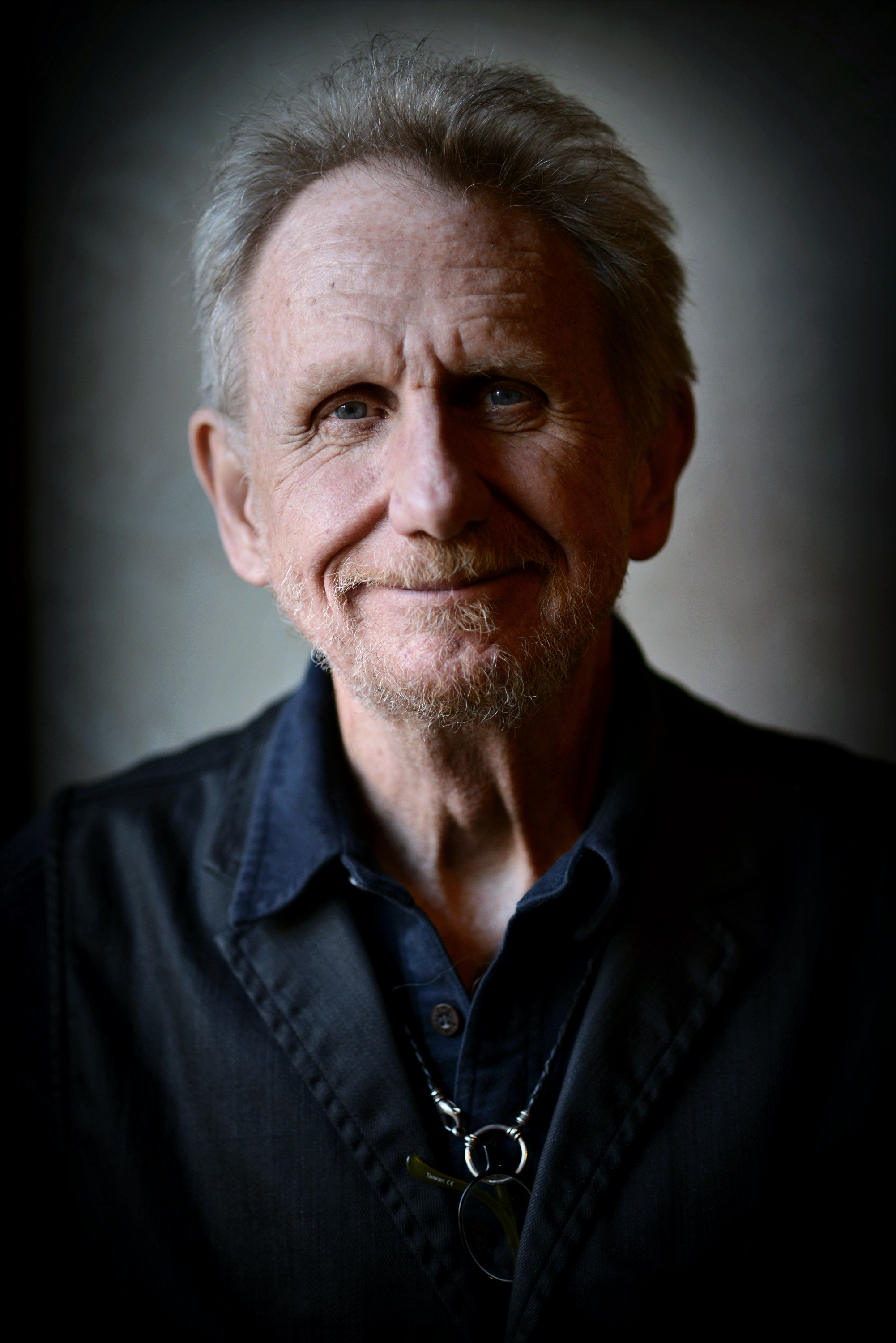
René Auberjonois, interprete di Ezral
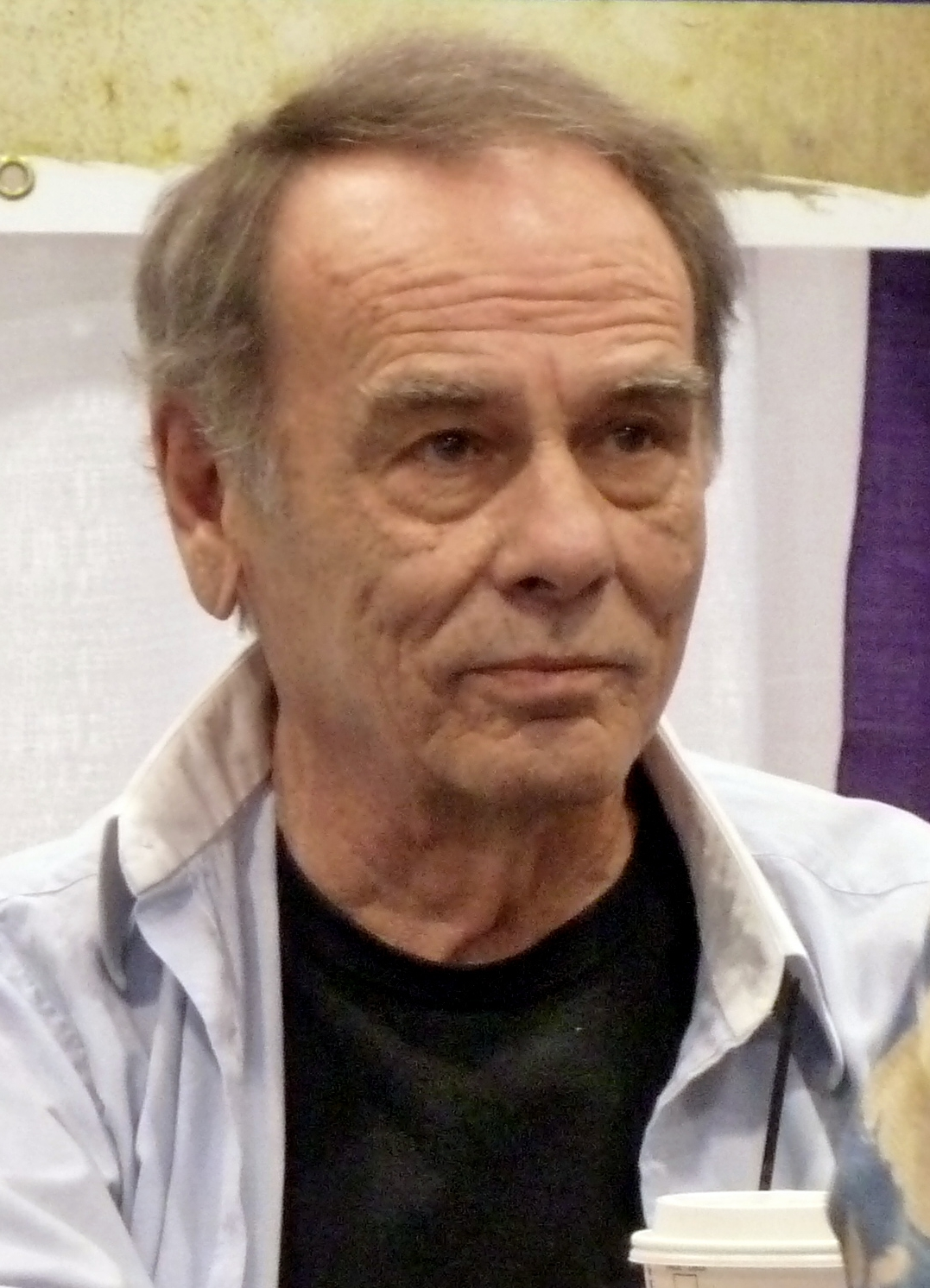
Dean Stockwell, interprete di Grat
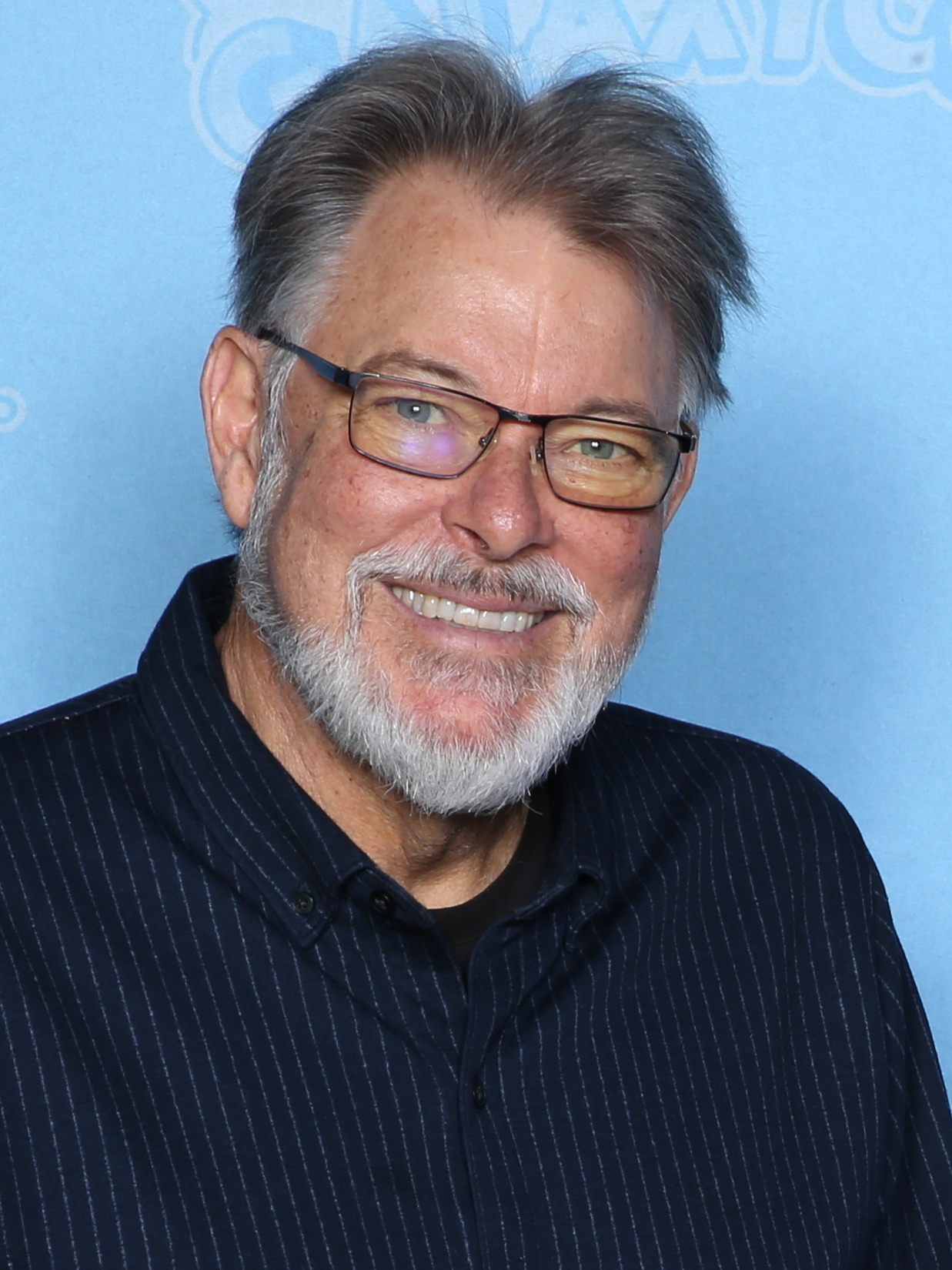
Jonathan Frakes, interprete di William T. Riker